# Serap
Serap ist ein weiblicher Vorname türkischer Herkunft.

## Namensträgerinnen
- Serap Berrakkarasu (* 1962), deutsch-türkische Dokumentarfilmerin
- Serap Çileli (* 1966), deutsche Buchautorin und Menschenrechtlerin türkisch-alevitischer Abstammung
- Serap Güler (* 1980), deutsche Politikerin (CDU)
- Serap Riedel (* 1960), deutsch-türkische Malerin
- Serap Yiğit (* 2001), türkische Handballspielerin

### Nachname
Cahide Serap, siehe unter Cahide Sonku (1919–1981), türkische Theater- und Filmschauspielerin sowie Regisseurin

## Abkürzung
- Socio-Economic Rights and Accountability Project (SERAP), nichtstaatliches Projekt für sozio-ökonomische Rechte und Verantwortung mit Sitz in Lagos (Nigeria)